# Azul da Prússia (uso médico)
Azul da Prússia é utilizado como uma medicação para tratar a intoxicação por tálio ou césio. Para tálio pode ser usado, além de lavagem gástrica, carvão ativado, diurese forçada e hemodiálise. É dada por via oral ou sonda nasogástrica. Azul da Prússia é também utilizado na urina para testar a deficiência de G6PD.
Efeitos secundários podem incluir prisão de ventre, hipocaliemia e fezes que são escuras. Com o uso a longo prazo, o suor pode ficar azul. Ele funciona através da ligação e, assim, impedir a absorção de tálio e de césio do intestino.
Azul da Prússia foi desenvolvido em volta de 1706. Faz parte da Lista de Medicamentos Essenciais da Organização Mundial de Saúde, uma lista dos mais eficazes e seguros medicamentos que são necessários em um sistema de saúde. Desde 2016, ele só é aprovado para uso médico na Alemanha e nos Estados Unidos. Nos Estados Unidos, um curso de tratamento custa cerca de 200 USD. O acesso à classe médica do azul da Prússia pode ser difícil em muitas áreas do mundo, incluindo no mundo desenvolvido.